# Alianza Democrática Española
La Alianza Democrática Española (ADE) fue una de las primeras iniciativas de oposición al franquismo tras el fin de la Guerra Civil Española en 1939.

## Historia
El 1 de febrero de 1939 se celebró la última sesión de las Cortes, en Figueras. El 27 de febrero de 1939 Francia y Reino Unido reconocían al régimen franquista como gobierno legítimo de España, y al día siguiente el presidente de la República, Manuel Azaña, dimitió. El 4 de marzo se desataron los sucesos de Cartagena, y el fin de la guerra se vio acelerado por el golpe de Estado de Casado del día siguiente. El 1 de abril el bando franquista daba por terminada la guerra civil. La Diputación Permanente de las Cortes, se reunió por última vez en París el 27 de julio de ese mismo año, dando por extinta a la República, al menos hasta que en julio de 1945 surgiera el gobierno de la II República en el exilio.
Los orígenes de la Alianza Democrática Española (ADE) se remontan a una iniciativa promovida en diciembre de 1939 por un grupo de republicanos exiliados en Burdeos, entre los que se encontraban José de Madariaga, hermano de Salvador de Madariaga y miembro del Consejo de Asturias, y el libertario Onofre García Tirador. Ese mismo mes lanzó un manifiesto en el que tras atacar a los «extremistas en los dos campos» hacía un llamamiento a «los profesionales, los artesanos, los pequeños propietarios industriales y comerciantes, los hombres todos de formación liberal, ética rigurosa y conducta honesta». Su punto central era la reivindicación de que España no entrara en la guerra del lado de las potencias del Eje.
En el verano de 1940 se formó en Londres el directorio, o junta delegada, de la ADE, encabezada por el coronel Segismundo Casado, y de la que formaban parte el liberal Salvador de Madariaga, el socialista Wenceslao Carrillo y el cenetista Juan López Sánchez. Sin embargo ni los nacionalistas catalanes ni los nacionalistas vascos quisieron integrarse. Tampoco se sumaron el socialista Francisco Largo Caballero ni el conservador Felipe Sánchez Román. Pero en realidad, «la ADE apenas era otra cosa que la fachada para las actividades de los servicios secretos británicos de información y sus colaboradores españoles en el interior, hecho que ignoraron probablemente tanto la mayoría de los componentes del organismo embrionario de Burdeos como del directorio que surgiría más tarde en Londres». De ahí que en sus manifiestos se aludiera muy poco a la represión franquista y que se ocuparan sobre todo del apoyo a los democracias occidentales en su lucha contra las potencias fascistas, en un momento en que parecía inminente la entrada en la guerra de la España franquista del lado de estas.
Precisamente los manifiestos de la ADE fueron introducidos en España por las redes montadas por los servicios secretos británicos desde el sur de Francia y que dirigía Francisco Ponzán Vidal. Así varios centenares de ejemplares del primer manifiesto fueron llevados a Valencia por un emisario de la ADE y allí fueron repartidos por un grupo de jóvenes libertarios, «de modo que muchos de sus ciudadanos quedaron bastante asombrados al dar con esta hoja incendiaria en los autobuses, cines, teatros e incluso en la estación de ferrocarril», y ello a pesar de que «su contenido le concedía bastante más importancia a la política española cara a Inglaterra y las potencias del Eje que a la represión que dominaba la vida nacional».
En el segundo manifiesto lanzado en 1940, titulado «A Todos los Españoles», aún era más evidente el propósito de evitar que España colaborara activamente con las potencias del Eje:

Alianza Democrática Española, cuyas bases fundamentales quedaron expuestas en su primera hoja a los españoles, se dirige a todos ellos, sin distinción alguna, obreros, industriales, clero, ejército, instituciones armadas; a todos los que para borrar su pasado no tienen sino que grabar en su pecho la leyenda «Paz a España», para decirles que nuestro deber en el momento actual es impedir a toda costa que el hecho consumado se produzca.

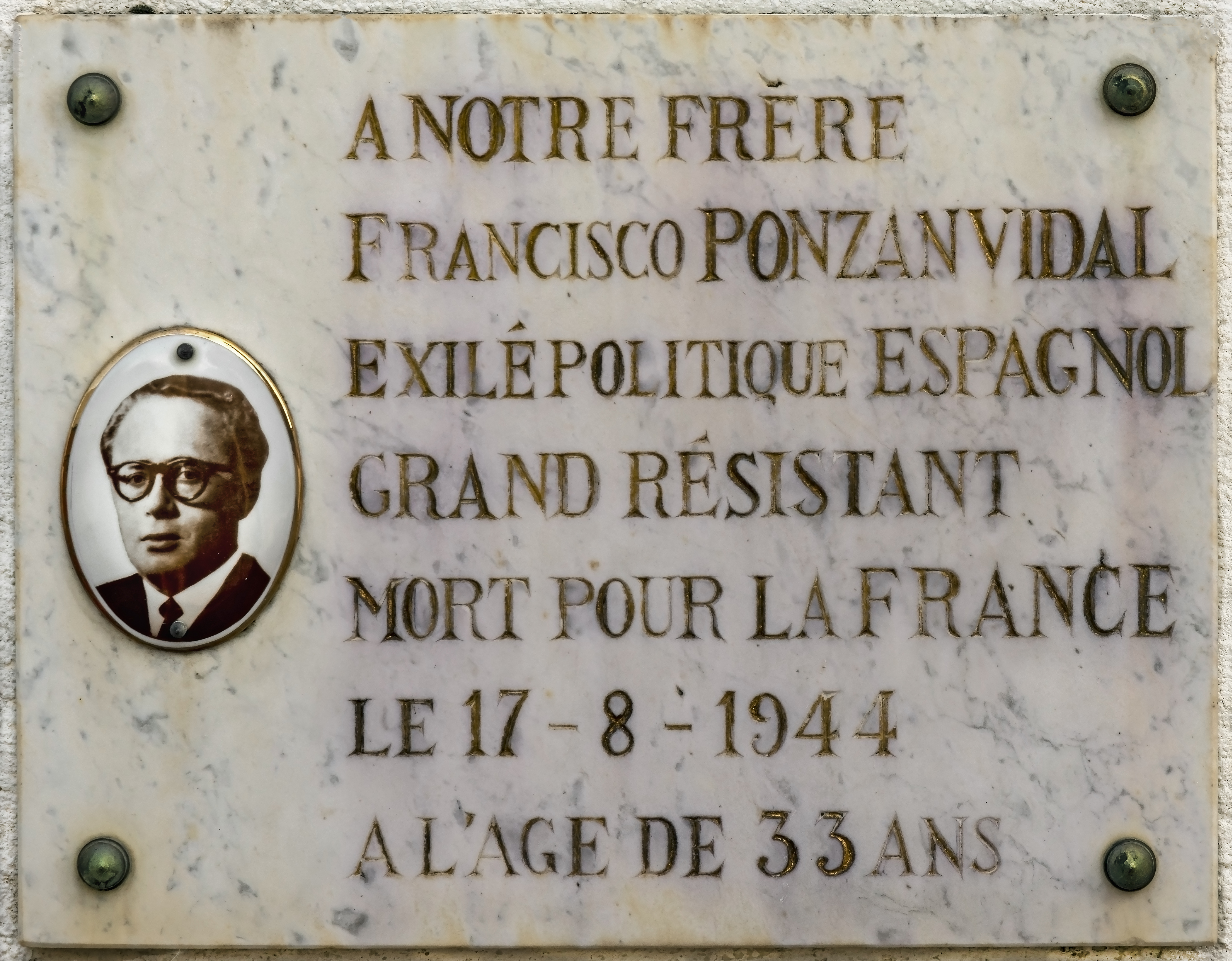
Placa conmemorativa de Francisco Ponzán Vidal

: "A nuestro hermano Francisco Ponzán. Exiliado político español. Gran resistente. Muerto por Francia el 17/8/44 a la edad de 33 años". Cementerio de Buzet (Francia)
Pero la policía franquista logró infiltrarse en la organización y detuvo a unas 200 personas en Valencia, Sevilla, Madrid, La Coruña y Zaragoza. El 8 de noviembre de 1941 fueron juzgadas en Valencia 32 de ellas, para las que el fiscal José Solís Ruiz, futuro ministro de Franco, pidió 30 sentencias de muerte, de las que el tribunal militar concedió diez —el 18 de noviembre fueron fusilados en Paterna tres de los condenados—.
La invasión de Francia por la Alemania nazi en junio de 1940 imposibilitó que la red de agentes de la ADE siguiera funcionando y una parte de ellos fueron evacuados a Reino Unido. La red de Francisco Ponzán se mantuvo y más tarde se transformaría en el famoso «Reseau Pat O'Leary», una red de evasión de centenares de militares aliados, de miembros de la Resistencia y de judíos a través de los Pirineos para después llevarlos a Gibraltar o a Lisboa. Ponzán fue detenido por los alemanes en abril de 1943 y fusilado el 17 de agosto de 1944.
Con la caída de Francia la política británica respecto a España cambió y la ADE y su junta delegada dejaron de ser útiles, por lo que a finales de 1940 habían dejado de existir.